# Liste des évêques et archevêques de Pescara-Penne
Cette liste recense les évêques qui se sont succédé sur le siège de Penne puis sur celui de Pescara. En 1252, le diocèse de Penne est uni aeque principaliter au diocèse d'Atri. Pie XII réorganise le diocèse en 1949 ; il met fin à l'union entre Penne et Atri et déplace l'évêché de Penne à Pescara ; à la suite de ce changement, le diocèse prend le nom de Penne-Pescara. En 1982, il est élevé au rang d'archidiocèse métropolitain et prend le nom d'archidiocèse de Pescara-Penne.

## Évêques de Penne
- Saint Patras ? (Ier siècle)
- Romain (mentionné en 499)
- Amadeo (817-844)
- Giacomo (?)
- Giraldo (mentionné en 868)
- Grimoaldo Ier (871-876)
- Elmoino (mentionné en 879)
- Giovanni Ier (953-990)
- Berardo (mentionné en 1055)
- Giovanni II (1059-1065)
- Pampo (mentionné en 1070)
- Eriberto (1111-1112)
- Grimoaldo II (1118-1153)
- Odorisio (1169-1190)
- Oddo di Celano, O.S.B (1194-1199)
- Anonyme (mentionné en 1200 et en 1209)
- Anastasio (mentionné en 1212 et en 1215)
- Gualtiero Ier, O.S.B (mentionné en 1217 et en 1238)

## Évêques de Penne et Atri
- Beraldo (1252-1263)
- Gualtiero II (1264-1284)
- Leonardo da Siena, O.S.M (1285-1302)
- Bernardo Lucii, O.S.M (1302- ?)
- Raimondo, O.S.B (1321- ?)
- Guglielmo da San Vittore (1324-1326)
- Niccolò, O.Cist (1326-1352)
- Marco Ardinghelli, O.P (1352-1360), nommé évêque de Camerino
- Gioioso de Chiavelli (1360-1374), nommé évêque de Camerino
- Barnaba Malaspina (1374-1380), nommé archevêque de Pise
- Agostino da Lanciano (1380-1390), nommé évêque de Pérouse
  - Pietro Albertini (1385- ?) (antiévêque)
- Pietro Staglia, O.P (1391-1393)
- Antonio Petrucci (1393-1411)
- Pietro di Castelvecchio, O.F.M (1411-1413)
- Giacomo De Turdis (1415-1419), nommé évêque de Spolète
  - Giacomo De Turdis (1419-1420), administrateur apostolique
- Delfino Nanni Gozzadini, O.Cist (1420-1433), nommé évêque de Fossombrone
- Giovanni da Palena (1433-1454), nommé évêque d'Orvieto
- Giacomino Benedetti (1454- ?)
- Amico Bonamicizia (1456-1462)
- Antonio Probi (1463-1482)
- Troilo d'Agnese (1482-1483), nommé évêque de Telese
- Matteo Giudici (1483-1495)
- Felino Sandeo (1495-1502)
- Niccolò Piccolomini (1502-1503)
- Giovanni Battista Valentini Cantalicio (1503-1514)
- Valentino Valentini Cantalicio (1515-1550)
- Leonello Cibo (1551-1554)
- Tommaso Contuberio (1554-1561)
- Jacopo Guidi (1561-1568)
- Paolo Odescalchi (1568-1572)
- Giambattista de Benedictis (1572-1591)
- Oratio Montano (1591-1598), nommé archevêque d'Arles
- Tommaso Balbani (1599-1621)
- Silvestro Andreozzi (1621-1648)
- Francesco Massucci (1648-1656)
- Gaspare Borghi (1657-1661)
- Esuperanzio Raffaelli (1661-1668)
- Giuseppe Spinucci (1668-1695)
- Vincenzo Maria de Rossi, O.F.M.Conv (1696-1698)
- Fabrizio Maffei (1698-1723)
- Francesco Antonio Bussolini, O.S.B.Cel (1723-1746)
- Innocenzo Gorgoni, O.S.B.Cel  (1746-1755)
- Gennaro Perrelli (1755-1761)
- Giuseppe Maria de Leone (1762-1779)
- Bonaventura Calcagnini (1779-1797)
  - Siège vacant (1797-1805)
- Niccolò Francesco Franchi (1805-1815)
  - Siège vacant (1815-1818)
- Domenico Ricciardone (1818-1845)
- Vincenzo d'Alfonso (1847-1880)
- Luigi Martucci (1880-1889)
- Giuseppe Morticelli (1890-1905)
- Raffaele Piras (1906-1911)
- Carlo Pensa (1912-1948)

## Évêques de Pescara-Penne
- Benedetto Falcucci (1949-1959)
- Antonio Iannucci (1959-1982), nommé archevêque

## Archevêques de Pescara-Penne
- Antonio Iannucci (1982-1990)
- Francesco Cuccarese (1990-2005)
- Tommaso Valentinetti (2005- )

## Sources
- http://www.catholic-hierarchy.org